# 蘭妮·亞歷珊卓
蘭妮·亞歷珊卓·歐莉恩（挪威語：Lene Alexandra Øien，1981年10月29日—）是一名挪威歌手和模特兒。
她於2009年與索尼音樂娛樂簽約。

## 個人生活
亞歷珊卓本身會說挪威語、英語和瑞典語，並曾以挪威語和英語做過宣傳。
她曾和另一個女人聲稱與羅比·威廉斯發生過性關係，後來她承認這是一個謊言。
2013年，她透露，當她還在當脫衣舞孃時，習慣在開始輪班前服用安非他命。

## 作品

### 專輯
- 2008: Welcome to Sillycone Valley
- 2012: Try to Catch Me (EP)

### 單曲
- 2007: "我的大胸準備好了（英语：My Boobs Are OK）" #3 NOR
- 2007: "Hot Boy, Hot Girl" #12 NOR
- 2008: "Sillycone Valley" #17 NOR
- 2008: "Sexy, Naughty, Bitchy Me"（塔塔楊亦參與）
- 2010: "Prima Donna"
- 2012: "Try to Catch Me"

### 電視劇
- 2001: 《Survivor》-她自己
- 2008: 《Skal vi danse?（英语：Skal vi danse?）》-她自己

## 外部連結
- 官方網站 （页面存档备份，存于）
- 蘭妮·亞歷珊卓在互联网电影资料库（IMDb）上的資料（英文）